# Њу Олбани (Мисисипи)
Њу Олбани (енгл. New Albany) град је у америчкој савезној држави Мисисипи.

## Демографија
По попису из 2010. године број становника је 8.034, што је 427 (5,6%) становника више него 2000. године.
| Група             | 2000.         | 2010.         |
| Белци             | 4.804 (63,2%) | 4.705 (58,6%) |
| Афроамериканци    | 2.509 (33,0%) | 2.507 (31,2%) |
| Азијати           | 27 (0,4%)     | 27 (0,3%)     |
| Хиспаноамериканци | 215 (2,8%)    | 667 (8,3%)    |
| Укупно            | 7.607         | 8.034         |